# Fedémes
Fedémes falu az Észak-Magyarországi régióban, Heves vármegye Pétervásárai járásában.

## Fekvése
Az Északi-középhegységben, ezen belül a Heves–Borsodi-dombságban fekszik, a Fedémesi-patak mellett, Pétervásárától kb. 12 kilométerre keletre.

### Megközelítése
Zsáktelepülés, közúton csak Tarnalelesz központja felől érhető el, a Kisterenyétől (Bátonyterenye) e térségig húzódó 23-as főútról letérve, a 24 124-es úton.
Vasútvonal nem érinti; a közúti tömegközlekedést a Volánbusz autóbuszai biztosítják.

## Története
A település első írásos említése 1261-ben történik. Neve ekkor Fedemus volt. A falu az egri püspökség birtoka volt. A 16. században a szarvaskői várhoz tartozott. A török hódoltság alatt elnéptelenedett, csak a 17. század első éveiben népesült be újra. Ekkor a Bük család volt a falu földesura. 1703-tól ismét az egri püspökség birtoka volt.

## Közélete

### Polgármesterei
- 1990–1994: Molnár Istvánné (független)[3]
- 1994–1998: Molnár Istvánné (független)[4]
- 1998–2002: Molnár Istvánné (független)[5]
- 2002–2006: Válóci István (független)[6]
- 2006–2010: Válóci István (ÖHME)[7]
- 2010–2014: Válóci István[8]
- 2014–2019: Válóci István (független)[9]
- 2019–2024: Válóci István (független)[10]
- 2024– : Molnár Gábor (független)[1]

A helyi önkormányzat címe: 3255 Fedémes, Petőfi u. 117., telefon- és faxszáma 36/367-156, honlapja http://fedemes.hu/.

## Népesség
A település népességének változása:
| Lakosok száma | 318  | 310  | 317  | 294  | 274  | 289  | 295  |
|               | 2013 | 2014 | 2015 | 2021 | 2022 | 2023 | 2024 |

2001-ben a település lakosságának közel 100%-a magyar nemzetiségűnek vallotta magát.
A 2011-es népszámlálás során a lakosok 99,4%-a magyarnak, 0,3% örménynek mondta magát (0,6% nem nyilatkozott; a kettős identitások miatt a végösszeg nagyobb lehet 100%-nál). A vallási megoszlás a következő volt: római katolikus 82,5%, református 3,2%, görögkatolikus 0,3%, felekezeten kívüli 3,6% (4,2% nem nyilatkozott).
2022-ben a lakosság 94,9%-a vallotta magát magyarnak,0,4% horvátnak, 1,1% egyéb, nem hazai nemzetiségűnek (5,1% nem nyilatkozott; a kettős identitások miatt a végösszeg nagyobb lehet 100%-nál). Vallásuk szerint 65,7% volt római katolikus, 2,6% református, 0,4% görög katolikus, 4,7% egyéb keresztény, 6,6% felekezeten kívüli (20,1% nem válaszolt).

## Egyházi közigazgatás

### Római katolikus egyház
Az Egri főegyházmegye (Egri Érsekség) Székesegyházi Főesperességének Parádi Esperesi Kerületéhez tartozik. Nem rendelkezik önálló plébániával, a bükkszenterzsébeti plébánia filiája. Római katolikus templomának titulusa: Szent István király.

### Református egyház
A Tiszáninneni Református Egyházkerület (püspökség) Egervölgyi Egyházmegyéjének (esperesség) Andornaktályai Anyaegyházközségéhez tartozik,

## Nevezetességei
- Római katolikus templom. 1813 és 1820 között épült, báró Fischer István érsek építtette. Szent István király tiszteletére felszentelt. Késő barokk stílusú.
- Kőkereszt: 1839-ben állították.
- Varga Károly szobra: 1996-ban készült.

## Külső hivatkozások
- A Fedémesi Siklóernyős Oktató Park honlapja
- Fedémes története az önkormányzat elérhetőségeivel
- Tarnalelesz mikrotérség
- Fedémes térképe Archiválva 2009. augusztus 4-i dátummal a Wayback Machine-ben